# Damir Hadžović
Damir Hadžović (Goražde, 8 de agosto de 1986) é um lutador de artes marciais mistas dinamarquês nascido na Bósnia, atualmente competindo no peso leve do Ultimate Fighting Championship.

## Biografia
Hadžović nasceu em Goražde, uma pequena cidade no oeste da Iugoslávia (atual Bósnia e Herzegovina). Em 1992, quando ele tinha 6 anos de idade, se mudou com sua mãe para a Macedónia do Norte durante a Guerra da Bósnia (1992-1995). Tempo depois eles se mudaram para a dinamarca  e viviam em um centro de refugiados, onde sei pai se juntou a eles em 1996.

## Carreira no MMA

### Ultimate Fighting Championship
Hadžović foi contratado pelo UFC em 2016 e se tornou o terceiro lutador dinamarquês a ser parte da organização, atrás de Martin Kampmann e Nicolas Dalby.
Hadžović fez sua estreia no UFC em 10 de abril de 2016 no UFC Fight Night: Rothwell vs. dos Santos contra Mairbek Taisumov. Ele perdeu por nocaute no primeiro round.
Ele enfrentou Marcin Held no UFC Fight Night: Rothwell vs. dos Santos em 28 de maio de 2017. Ele venceu por nocaute no terceiro round.
Hadžović enfrentou Alan Patrick em 3 de fevereiro de 2018 no UFC Fight Night 125. Ele perdeu por decisão unânime.
Hadžović enfrentou Nick Hein em 22 de julho de 2018 no UFC Fight Night 134. Ele venceu por decisão dividida.
Hadžović enfrentou Marco Polo Reyes em 23 de fevereiro de 2019 no UFC Fight Night 145. Ele venceu por nocaute no segundo round.
Hadžović enfrentou Christos Giagos em 1 de junho de 2019 no UFC Fight Night 153. Ele perdeu por decisão unânime.
Hadžović enfrentou Renato Moicano em 14 de março de 2020 no UFC Fight Night 170. Ele perdeu por finalização no primeiro round.

## Cartel no MMA
| Cartel no MMA   |             |            |
| 21 lutas        | 14 vitórias | 7 derrotas |
| Por nocaute     | 7           | 1          |
| Por finalização | 3           | 1          |
| Por decisão     | 4           | 5          |

| Res.    | Cartel | Oponente          | Método                                  | Evento                                   | Data                    | Round | Tempo | Local             | Notas                 |
| ------- | ------ | ----------------- | --------------------------------------- | ---------------------------------------- | ----------------------- | ----- | ----- | ----------------- | --------------------- |
| Derrota | 14-7   | Marc Diakiese     | Decisão (unânime)                       | UFF Fight Night: Blaydes vs. Aspinall    | 23/07/2022              | 3     | 5:00  | Londres           |                       |
| Vitória | 14-6   | Yancy Medeiros    | Decisão (unânime)                       | UFC Fight Night: Gane vs. Volkov         | 26 de junho de 2021     | 3     | 5:00  | Las Vegas, Nevada |                       |
| Derrota | 13–6   | Renato Moicano    | Finalização (mata-leão)                 | UFC Fight Night: Lee vs. Oliveira        | 14 de março de 2020     | 1     | 0:44  | Brasília          |                       |
| Derrota | 13–5   | Christos Giagos   | Decisão (unânime)                       | UFC Fight Night: Gustafsson vs. Smith    | 1 de junho de 2019      | 3     | 5:00  | Estocolmo         |                       |
| Vitória | 13–4   | Marco Polo Reyes  | Nocaute técnico (socos)                 | UFC Fight Night: Blachowicz vs. Santos   | 23 de fevereiro de 2019 | 2     | 2:03  | Praga             |                       |
| Vitória | 12–4   | Nick Hein         | Decisão (dividida)                      | UFC Fight Night: Shogun vs. Smith        | 22 de julho de 2018     | 3     | 5:00  | Hamburgo          |                       |
| Derrota | 11–4   | Alan Patrick      | Decisão (unânime)                       | UFC Fight Night: Machida vs. Anders      | 3 de fevereiro de 2018  | 3     | 5:00  | Belém             |                       |
| Vitória | 11–3   | Marcin Held       | Nocaute (joelhada)                      | UFC Fight Night: Gustafsson vs. Teixeira | 28 de maio de 2017      | 3     | 0:07  | Estocolmo         | Performance da Noite. |
| Derrota | 10–3   | Mairbek Taisumov  | Nocaute (soco)                          | UFC Fight Night: Rothwell vs. dos Santos | 10 de abril de 2016     | 1     | 3:44  | Zagreb            |                       |
| Vitória | 10–2   | Ivan Musardo      | Nocaute técnico (interrupção do córner) | Venator FC: Guerrieri Italiani Finals    | 30 de maio de 2015      | 2     | 5:00  | Bologna           |                       |
| Vitória | 9–2    | Martin Delaney    | Decisão (unânime)                       | Cage Warriors 69                         | 7 de junho de 2014      | 3     | 5:00  | Londres           |                       |
| Vitória | 8–2    | John Maguire      | Nocaute (joelhada e socos)              | Cage Warriors 66                         | 22 de março de 2014     | 1     | 3:58  | Ballerup          | Estreia nos Leves.    |
| Vitória | 7–2    | Thibault Colleuil | Finalização (chave de braço)            | European MMA 7                           | 7 de novembro de 2013   | 1     | N/A   | Aarhus            |                       |
| Vitória | 6–2    | Nic Osei          | Nocaute técnico (socos)                 | WKN Valhalla: Battle of the Vikings      | 9 de março de 2013      | 2     | 0:00  | Aarhus            |                       |
| Vitória | 5–2    | Matej Truhan      | Decisão (majoritária)                   | Royal Arena 2                            | 31 de agosto de 2012    | 3     | 5:00  | Copenhagen        |                       |
| Derrota | 4–2    | Krzysztof Jotko   | Decisão (unânime)                       | MMA Attack 2                             | 27 de abril de 2012     | 3     | 5:00  | Katowice          | Luta nos Meio-Médios. |
| Derrota | 4–1    | Andreas Ståhl     | Decisão (unânime)                       | Cage Fight Live 2                        | 19 de novembro de 2011  | 3     | 5:00  | Herning           |                       |
| Vitória | 4–0    | Jaroslav Poborský | Finalização (mata leão)                 | Cage Fight Live 1                        | 9 de abril de 2011      | 2     | 3:14  | Herning           |                       |
| Vitória | 3–0    | Michael Hojermark | Nocaute técnico (interrupção médica)    | The Zone FC 7                            | 27 de novembro de 2010  | 3     | 3:11  | Gothenburg        |                       |
| Vitória | 2–0    | Tim Waage         | Finalização (d'arce)                    | Fighter Gala 15                          | 11 de setembro de 2010  | 1     | 4:18  | Odense            |                       |
| Vitória | 1–0    | Alaan Briefkani   | Nocaute técnico (cotoveladas)           | Fighter Gala 11                          | 14 de novembro de 2009  | 1     | 3:29  | Odense            |                       |